# 1977년 모스크바 폭탄 테러
1977년 모스크바 폭탄 테러는 1977년 1월 8일 오후 5시 33분부터 오후 6시 10분 사이에 소련 모스크바에서 발생한 폭탄 테러 사건이다. 이 테러 사건으로 인해 7명이 사망하고 37명이 부상을 당했다.

## 사건 전개 과정
1977년 1월 8일 오후 5시 33분에 모스크바 지하철 이즈마일롭스카야 역(Izmailovskaya)과 페르보마이스카야(Pervomaiskaya) 역 사이를 오가던 열차에서 1번째 폭탄이 폭발했다. 오후 6시 5분에는 소련 국가보안위원회(KGB) 본부 인근에 위치한 식료품점에서 2번째 폭탄이 폭발했다.
오후 6시 10분에는 10월 25일 가에 위치한 식료품점에서 3번째 폭탄이 폭발했다. 10월 25일 가는 소련 공산당 본부에서 약 100km 정도 떨어진 곳에 위치한 거리였다. 1977년 2월 8일 소련 정부의 기관지인 《이즈베스티야》는 모스크바에서 일어난 연쇄 폭탄 테러로 인해 7명이 사망하고 37명이 부상을 당했다고 보도했다. 폭탄 테러의 범인이 누구인지에 대해서는 알려져 있지 않다.

## 같이 보기
- 2010년 모스크바 지하철 폭탄 테러